# Oskar Schad
Oskar Schad (* 26. Juni 1904 in Kitzingen; † 10. März 1978) war Politiker (CSU), Landrat des Landkreises Kitzingen und zwischen 1966 und 1970 Bezirkstagspräsident von Unterfranken.

## Leben und Wirken
Oskar Schad wurde am 26. Juni 1904 in Kitzingen geboren, das damals kreisunmittelbare Stadt war. Er besuchte die Realschule in Kitzingen. Schad erhielt in seiner Geburtsstadt eine kaufmännische Ausbildung zum Weinhändler, wobei er in einer der Weingroßhandlungen der Stadt lernte und auch arbeitete. 
Nach dem Zweiten Weltkrieg trat Oskar Schad in den Verwaltungsdienst des Landkreises Kitzingen ein. In der Nachkriegszeit stieg er innerhalb der Verwaltung schnell auf und wurde bereits 1948 zum Landrat des Landkreises gewählt. In dieser Zeit brachte Landrat Schad mehrere Projekte zur Behebung der dringendsten Probleme voran. Der Wohnraummangel wurde durch den Bau von 1000 Wohnungen beseitigt, bis 1958 entstanden die vom Krieg zerstörten Kreisstraßen wieder. Unter Oskar Schad wurde eine kommunale Landwirtschaftsschule ins Leben gerufen, um die Professionalisierung der Anbaumethoden im Landkreis voranzutreiben. Das Schulwesen wurde durch die Sanierung mehrerer Schulen auf neue Füße gestellt. Mit der Verbandsschule Schwarzacher Becken entstand die erste Verbandsschule Unterfrankens im Kitzinger Land.
Neben seiner Tätigkeit als Landrat engagierte sich Schad auch auf Bezirksebene. Er war Mitglied des Bezirkstages und von 1966 bis 1970 Bezirkstagspräsident Unterfrankens. Als Landrat wurde Schad dreimal wiedergewählt und amtierte insgesamt 21 Jahre lang. In seinen letzten Amtsjahren trieb Schad die Zusammenfassung der kleinteiligen Winzergenossenschaften der Gemeinden voran. Aus diesem Bemühen ging die Gebietswinzergenossenschaft Franken hervor, die ihren Sitz in Repperndorf bei Kitzingen hat. 1970 trat er aus Altersgründen in den Ruhestand. Am 10. März 1978 starb Oskar Schad.

## Mitgliedschaften und Auszeichnungen
Oskar Schad erhielt aufgrund seines Wirkens mehrere Auszeichnungen. Daneben nahm er mehrere Ehrenämter wahr. So war er Mitglied des Bayerischen Roten Kreuzes, im Landkreisverband Bayern, in der Landeswohnungsfürsorge, in der Landesbodenkreditanstalt, der Landessynode der Evang.-Luth. Kirche, der Stadt- und Kreissparkasse Kitzingen, im Obst- und Gartenbauverein und im Bund Naturschutz. Schad wirkte als stellvertretendes Aufsichtsratsmitglied des Überlandwerkes Unterfranken. Schad wurde von der Winzergenossenschaft Rödelsee mit einer Ehrenmitgliedschaft ausgezeichnet. Die Straße auf den Schwanberg trägt den Namen des Politikers.
- 1965: Bayerischer Verdienstorden
- 1964: Großes goldenes Bundesabzeichen des Frankenbundes
- 1969: Kommunale Verdienstmedaille in Gold
- 1970: Bundesverdienstkreuz 1. Klasse
- Ehrenbürger von Münsterschwarzach und Obernbreit